# Argumentum ad novitatem
 (mai 2009).
Si vous disposez d'ouvrages ou d'articles de référence ou si vous connaissez des sites web de qualité traitant du thème abordé ici, merci de compléter l'article en donnant les références utiles à sa vérifiabilité et en les liant à la section « Notes et références ».
L’argumentum ad novitatem, l'argument de la nouveauté, est un type de raisonnement fallacieux (aussi appelé sophisme) qui consiste à prétendre qu'une idée ou une proposition est correcte ou d'une validité supérieure parce qu'elle est nouvelle et « moderne ». Dans une controverse entre statu quo et nouvelles intentions, un argumentum ad novitatem n'est pas valide en lui-même. Ce type d'argument fallacieux peut prendre deux formes :
- surestimation de la nouveauté prématurée et sans preuve de sa supériorité ;
- sous-estimation du statu quo prématurée et sans preuve que ledit statu quo soit moins valide.

Une enquête approfondie peut prouver que cette proposition est vraie, mais c'est une erreur de conclure prématurément que c'est seulement lorsque cette proposition est de « notoriété publique » qu'elle est vraie. Par « notoriété publique » il faut comprendre une proposition dont une majorité dit qu'elle est vraie.
Le contraire d'un argumentum ad novitatem est l'argumentum ad antiquitatem qui soutient que les idées plus traditionnelles valent mieux que les nouveautés.
L'argumentum ad novitatem est souvent efficace dans une société moderne où la majorité des personnes cherche à être à la pointe de la technologie. La bulle internet des années 2000 illustre le danger d'accueillir naïvement des idées nouvelles sans les avoir préalablement analysées d'un œil critique. De même, les publicités vantent souvent les mérites de leurs produits et encouragent à les acheter par cela même qu'ils sont nouveaux.
L'argumentum ad novitatem est basé sur le raisonnement suivant : en général les personnes auront tendance à essayer d'augmenter le rendement de leurs efforts. Ainsi, par exemple, une compagnie fabriquant un produit pourrait supposer connaître l'existence d'un défaut et chercher à le corriger dans la version future. Ce raisonnement néglige plusieurs cas de figure :
- un nouveau produit peut être relancé sans aucun changement par rapport à l'ancienne version, mais avec un emballage différent ;
- parfois un cycle de renouvellement contredit cette façon de penser, dans le milieu de la mode notamment, où l'on reprend d'anciennes modes pour les remettre au goût du jour ;
- « reprise du flambeau » : plusieurs personnes reprennent des activités anciennes plutôt que de s'intéresser aux nouvelles. C'est le cas des horlogers, des maréchaux-ferrants, qui existent toujours car des néophytes reprennent le flambeau ;
- l'analyse de la valeur peut conduire un fabricant à créer un nouveau produit par simple changement de qualité de composants afin de réduire ses coûts, sans bénéfice pour le consommateur ;
- dans certains cas comme le New Coke, le nouveau produit est conçu pour éliminer l'ancien afin de renégocier des contrats avec de meilleures marges, sans changement réel.

## Exemples d'argumentum ad novitatem
- « Pour perdre du poids, les derniers régimes sont les meilleurs ».
- « Le nouveau ministère sera plus efficace grâce à sa réorganisation ».